# Rujišta (Czarnogóra)
Rujišta (cyr. Рујишта) – wieś w Czarnogórze, w gminie Berane. W 2011 roku liczyła 36 mieszkańców.